# 北布蘭奇鎮區 (明尼蘇達州伊善提縣)
北布蘭奇鎮區（英語：North Branch Township）是位於美國明尼蘇達州伊善提縣的一個行政鎮區。

## 地方資料
北布蘭奇鎮區的面積為90.65平方千米，當中陸地面積為89.36平方千米，而水域面積為1.29平方千米。根據2020年美國人口普查的數據，當地共有人口1718人，而人口密度為每平方千米18.95人。